# Тетрафосфид магния
Тетрафосфид магния — бинарное неорганическое соединение
магния и фосфора с формулой MgP4,
кристаллы.

## Получение
- Пропускание паров фосфора через фосфид магния

{\displaystyle {\mathsf {Mg_{3}P_{2}+10P\ {\xrightarrow {600^{o}C}}\ 3MgP_{4}}}}

## Физические свойства
Тетрафосфид магния образует кристаллы
моноклинной сингонии,
пространственная группа P 21/c,
параметры ячейки a = 0,5144 нм, b = 0,5058 нм, c = 0,7526 нм, β = 98,66°, Z = 2.